# 博西湖
博西湖（英語：Bothy Lake），是南極洲的湖泊，位於南奧克尼群島的西格尼島，處於卡明斯灣，在1981年由英國南極名稱諮詢委員命名，現時由南極條約體系管理。